# Кульчицкий, Владимир Антонович
Влади́мир Анто́нович Кульчи́цкий (род. 4 августа 1950, Москва) — основатель и председатель Совета директоров Группы компаний «Прогресстех», являющейся сегодня известной международной инженерно-сервисной структурой в отрасли авиастроения и технологий аэропортов. Известный учёный и практик в области методов расчета и принципов конструирования аэродромных покрытий, внедрения передовых технологий в аэродромном строительстве.

## Биография
Родился в интеллигентной семье. Отец Антон Владимирович – видный военный ученый, профессор, доктор технических наук. Он родом из Украины, из старинного шляхетского рода. Участник обороны Ленинграда. Мама, урожденная Лыкова Любовь Васильевна. Происходит из семьи крупного заводчика крахмалопаточной промышленности. Преподаватель математики.
В 1974 году окончил факультет «строительство военно-морских баз» Высшего военного инженерного училища (ВИТУ) в Ленинграде (ныне Санкт-Петербург). С 1974 по 1979 год служил в организациях Северного флота инженером по проектированию и строительству морских гидросооружений. В последующем – научный сотрудник, начальник отдела 26 Центрального научно-исследовательского института (ЦНИИ) Министерства обороны СССР. В январе 1991 создал Малое научно-производственное внедренческое предприятие «Прогресстех». В последующие 25 лет открывает компании и совместные предприятия в России, Армении, Латвии, Польше, Соединенных Штатах Америки, Франции и Украине.
Основными направлениями деятельности компании в настоящее время являются: инженерный консалтинг в авиастроении, автомобилестроении и энергетике,  проектирование аэропортов и инфраструктур, научные исследования и инжиниринг, оптимизация бизнес-процессов.
С 2014 года постоянно проживает в Украине.

## Личный вклад в развитие науки
Профессор, доктор технических наук.
Усовершенствовал методы расчета и принципы конструирования, проведения испытаний аэродромных покрытий и внедрения передовых технологий в аэродромном строительстве. Стал одним из основателей и лидеров научной  школы «Экспериментально-теоретические обоснования методов расчета и конструирования аэродромных покрытий и сооружений».
Признанный на Западе специалист по внедрению в практику аутсорсинга (outsourсing) инженерных сервисов. С 1999 года представляет «Прогресстех» в международной организации «Airport Consultants Council» (ACC) по вопросам консалтинга и профессиональных услуг в области технологий аэропортов. 
Участвовал в программах испытаний аэродромных покрытий в Научно-техническом центре Федеральной авиационной администрации США (1997–1999 гг.).  Проводил исследования специфики воздействия опор на покрытия, которые дали возможность для объективной оценки базирования воздушных судов на аэродромах.
Полученные результаты были учтены при проектировании конструктивных элементов взлетно-посадочных устройств самолетов. В содружестве с другими учеными заложил основы формирования научной школы по теоретическим методам расчета строительных конструкций на температурные и влажностные воздействия.
28 марта 2016 года стал почетным доктором Национального технического университета Украины «Киевский политехнический институт имени Игоря Сикорского». Является одним из создателей совместных учебно-научных центров НТУУ «КПИ», компаний «Boeing» и «Прогрестех-Украина», где проходят подготовку будущие специалисты для аэрокосмической отрасли.

## Монография и научные работы
Имеет свыше 190 научных работ и патентов, публицистических материалов. Автор нормативного метода расчета слоев наращивания аэродромных покрытий. Участвовал в разработке ряда стандартов по устройству аэродромных покрытий из плит как для обычных, так и для сложных геологических условий. Один из авторов монографии «Аэродромные покрытия. Современный взгляд».

## Награды
Имеет патриаршие награды: в 2005 году удостоен ордена Святого равноапостольного князя Владимира III степени, а в 2010-м – ордена Андрея Рублёва III степени.
Награжден орденами Святого равноапостольного князя Владимира II и III степеней Православной церкви Украины (ПЦУ).
В 2003 году удостоен награды Заслуженный работник транспорта Российской Федерации.